# 牛頭角下邨周邊街道
在原牛頭角下邨6公頃土地範圍裏曾經存在一條命名為「誠信路」的道路，以及一批命名為「牛頭角第一街」至「牛頭角第五街」的道路。誠信路位於牛頭角道天橋休憩花園及前牛頭角下邨第14座之間，連接觀塘道及牛頭角道；牛頭角第一街至牛頭角第三街位於前牛頭角下邨一區各座之間，牛頭角第四街及牛頭角第五街則位於前牛頭角下邨二區內。
誠信路已隨1983年到1984年間進行的牛頭角道改善工程而封閉及消失，另外該批命名為「牛頭角第一街」至「牛頭角第五街」的街道已隨2004年到2012年間進行的牛頭角下邨重建工程而分批封閉及消失，牛頭角第一街至牛頭角第三街已連同牛頭角下邨一區於2004年永久封閉及停用，牛頭角第四街及牛頭角第五街則隨福淘街的啟用而於2012年永久封閉。
「牛頭角第一街」至「牛頭角第五街」業於2016年1月22日出版的政府憲報第20卷第3期中除名；而「誠信路」則於2017年5月26日憲報第3555號公告宣佈除名。

## 誠信路

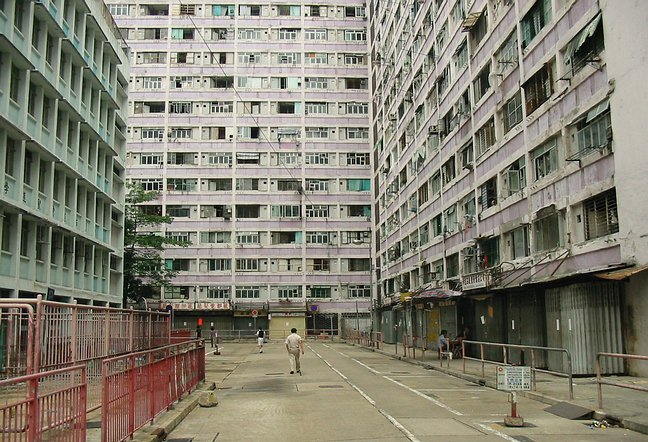
牛頭角第三街盡頭的停車場，前方為牛頭角下邨第七座

誠信路（英語：Shing Shun Road），此街於1970年1月23日命名及刊憲，起點與牛頭角道會合，在牛頭角下邨第14座前北邊向西行150呎，終點與觀塘道會合。街道消失後由啟祥道天橋來取代其昔日的功能。
昔日（1984年以前），車輛均必須經由誠信路以進出觀塘道或牛頭角道（由觀塘道南行線駛入牛頭角道可不駛經誠信路），觀塘道與誠信路交界處更設有交通燈及停車處以便車輛在誠信路交界前停下。觀塘道南行線的車輛可以在燈位左轉，北行線的車輛則可以右轉進入誠信路。當時九巴2A、6D、13A、13D、89、209、211都經由誠信路駛入牛頭角道。
因應港府發展九龍灣新填海地，考慮到誠信路不能應付該區日後的交通流量，因此港府於80年代進行牛頭角道改善工程。及後，運輸署於1982年12月2日將由佐敦谷北道至誠信路之一段牛頭角道改道為單程北行，以配合北面高架道路之建築工程。該措施實施時，沿觀塘道南行線前往佐敦谷之車輛，須改經牛頭角下邨第一座對出之支路及牛頭角道北行線前往佐敦谷。而原本位於誠信路旁的油站則改建為牛頭角道天橋休憩花園。由於牛頭角道舊段往誠信路一段的路壆還沒有完全拆除，因此該段路壆現時仍清晰可見。

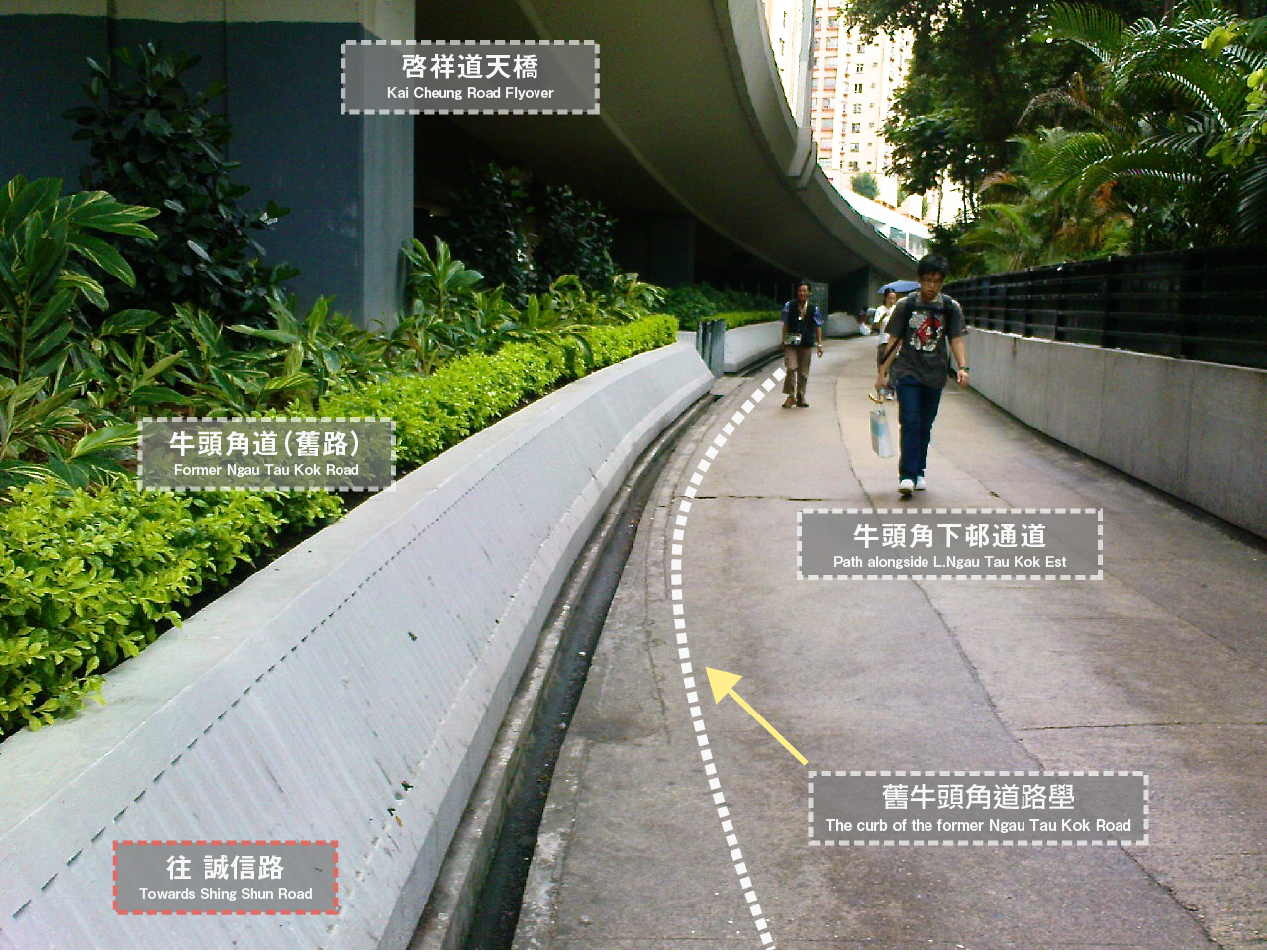
誠信路的舊跡
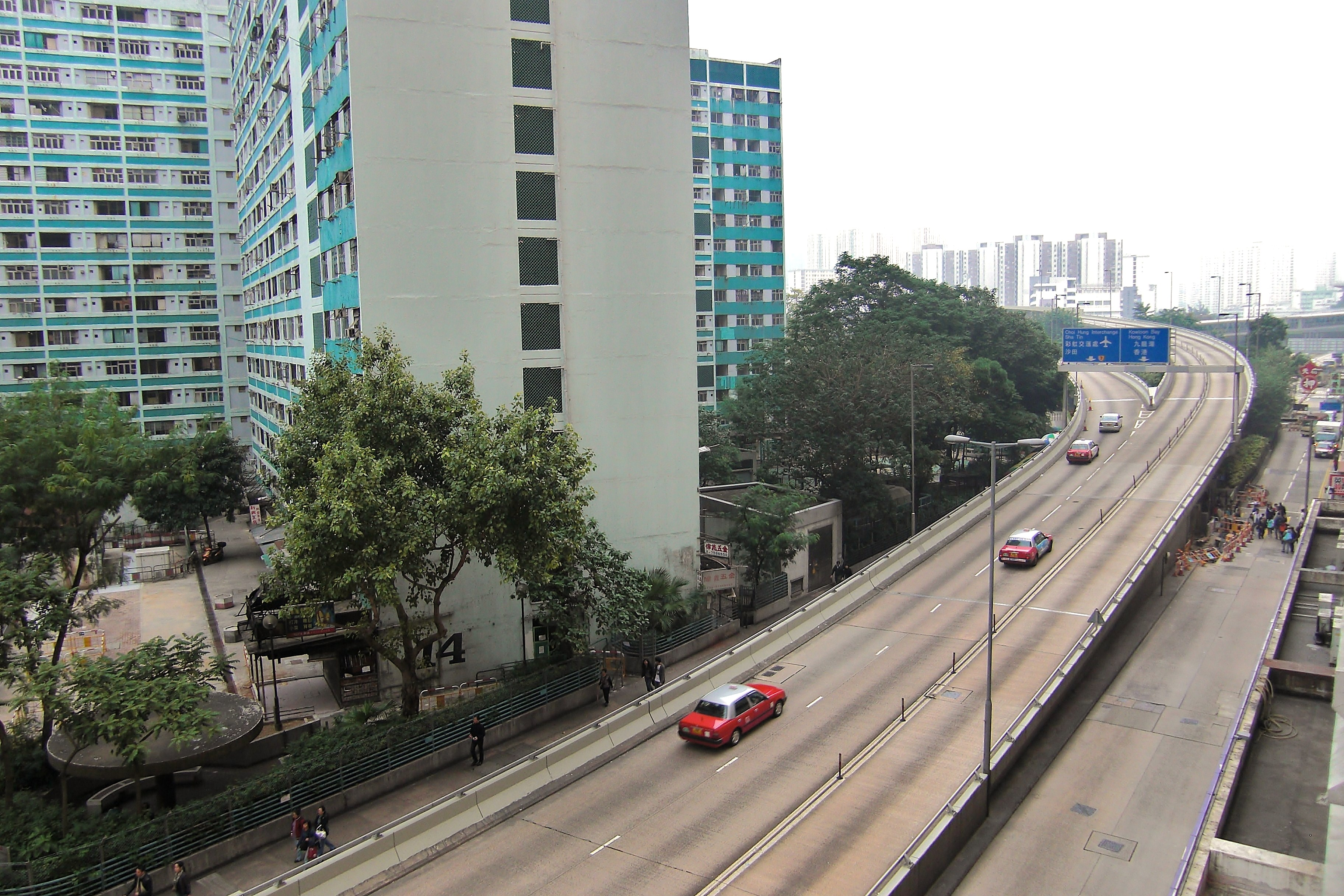
啟祥道天橋一景

## 牛頭角第一街
牛頭角第一街（英語：Ngau Tau Kok First Street），此街於1970年7月3日命名及刊憲；起點在牛頭角下邨第3座附近與牛頭角道會合，向西北行100呎，然後轉北在第1及第3座間行150呎，終點盡頭在第2座附近，已連同牛頭角下邨一區於2004年永久封閉及停用。牛頭角下邨重建後，新建的牛頭角下邨通道重用原來的牛頭角第一街與牛頭角道交界連接牛頭角道，而牛頭角第一街的原址則興建牛頭角下邨貴輝樓。

## 牛頭角第二街
牛頭角第二街（英語：Ngau Tau Kok Second Street），此街於1970年7月3日命名及刊憲；起點在牛頭角下邨第6座附近與牛頭角道會合，向西北行80呎，然後轉西沿第5座行250呎，然後轉南，在第3座及第4座間行100呎，終點盡頭在離第2座70呎處，已於2004年永久封閉和拆卸，並於原址興建牛頭角下邨貴顯樓及貴亮樓。

## 牛頭角第三街
牛頭角第三街（英語：Ngau Tau Kok Third Street），此街於1970年7月3日命名及刊憲；此街起點與盡頭均不通往別處，起點在牛頭角下邨第3座東邊附近，向東行120呎，然後轉向東北行50呎，向西北橫過牛頭角第二街，然後轉北沿第6座行200呎，終點盡頭在第7座附近，設有停車場以供貨車卸貨。牛頭角第三街已於2004年永久封閉和拆卸，原址則興建牛頭角下邨貴月樓。

## 牛頭角第四街

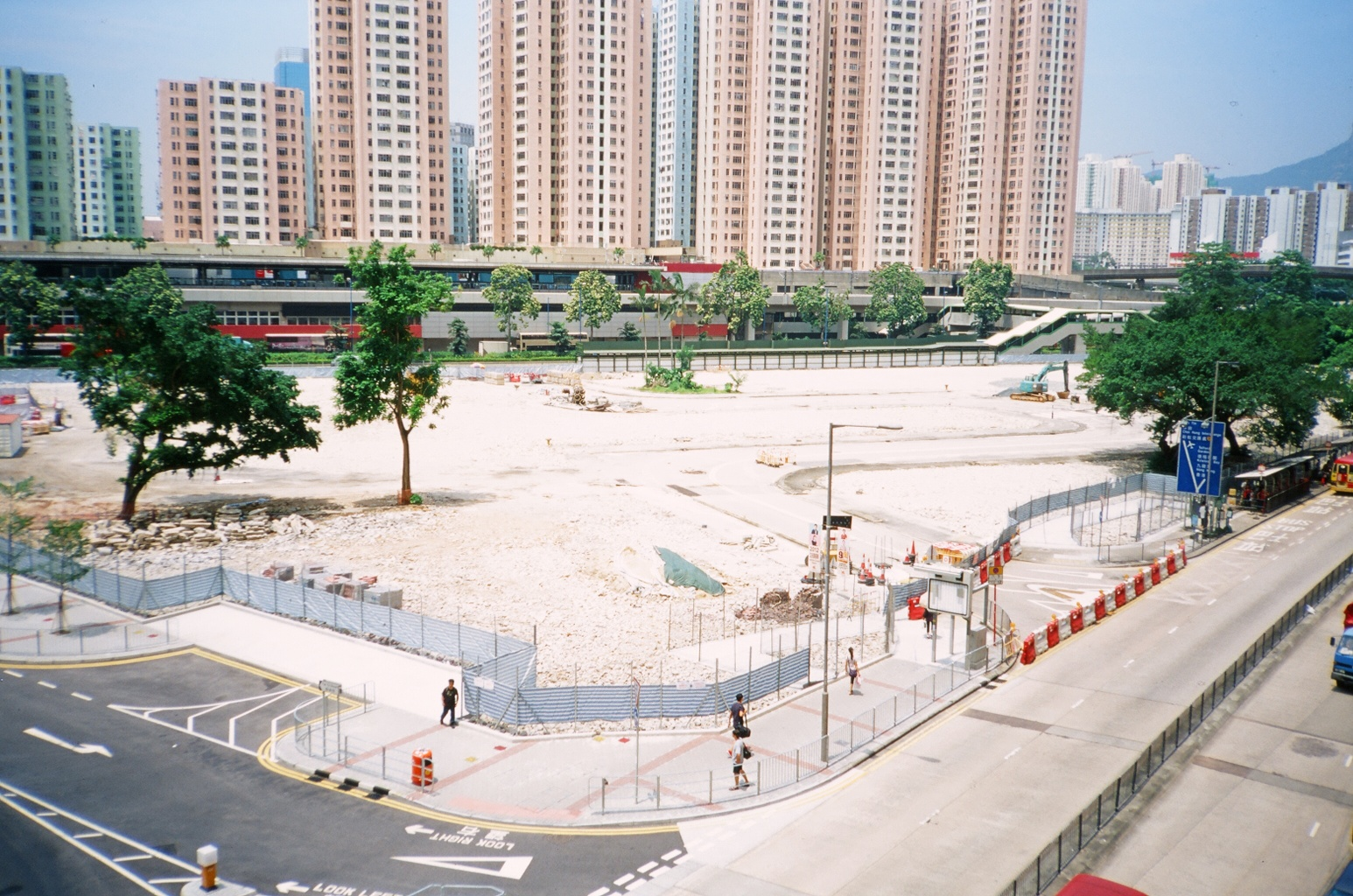
已封閉的牛頭角第四及第五街（2012年8月）

牛頭角第四街（英語：Ngau Tau Kok Fourth Street），此街連接觀塘道及牛頭角道，起點在牛頭角下邨第11座北邊與牛頭角第五街會合，向南沿第11座行50米，並與未命名路會合，再向南沿第11座行85米，終點設有停車場、盡頭在離第9座25米處。於1986年、運輸署在牛頭角第四街設立公共小巴站，小巴主要前往旺角及青山道。隨著牛頭角下邨重建計劃漸近完成，該街道2011年11月起封閉，即只供工程車使用，並已於2012年7月9日上午10時正式夷平。
牛頭角第四街的走線曾作出改動，1970年7月第1370號憲報內有以下對牛頭角第四街的描述：
|                                       | 此街盡頭不通往別處，起點在牛頭角新區第11座附近與牛頭角第五街會合，向南沿第11座行440呎，終點盡頭在離第9座80呎處。 |
| ——1970年7月第1370號憲報，香港政府憲報 | |

由憲報中得知，原本牛頭角第四街並不連接牛頭角道的，直至於1984年增設一條支路連接牛頭角道及牛頭角第四街後，兩條街道才得以互通。

## 牛頭角第五街
牛頭角第五街（英語：Ngau Tau Kok Fifth Street）此街連接觀塘道及牛頭角道，起點在牛頭角下邨第14座附近與牛頭角第四街會合，向西行約36米，轉西在第11座及第13座間行約45米，終點盡頭與觀塘道會合。隨著牛頭角下邨重建計劃漸近完成，該街道已於2012年7月9日上午10時正式封閉。
與牛頭角第四街一樣，此街道的走線亦曾作出改動，於1970年7月第1370號憲報內有以下對牛頭角第五街的描述：
|                                       | 此街盡頭不通往別處，起點在牛頭角新區第14座附近與牛頭角道會合，向西南行50呎，然後轉西沿第14座行150呎，然後轉南，在第11及13座間行140呎，終點盡頭在第12座附近。 |
| ——1970年7月第1370號憲報，香港政府憲報 | |

事實上，在1984年以前，牛頭角第五街本在大約第14座附近、牛頭角第四街休憩公園旁行人通道的位置與牛頭角道及牛頭角第四街連接，而且街道另一邊不連接觀塘道。在1983年至1984年期間，港府進行牛頭角道改善工程，停用連接觀塘道及牛頭角道的誠信路，取而代之興建啟祥道天橋。此外，由於牛頭角第五街與牛頭角道交界的位置將會興建啟祥道天橋，因此另增設一條新通道連接牛頭角道及牛頭角第四街，同時將牛頭角第五街的西面盡頭延長至觀塘道。
牛頭角第五街的英文繙譯一度誤作“英語：”，將「五」繹為「5th」，而不是牛頭角第一街至第四街慣用的英語數字排列。港府已在2006年初更換新式路牌時更正有關繙譯錯誤。

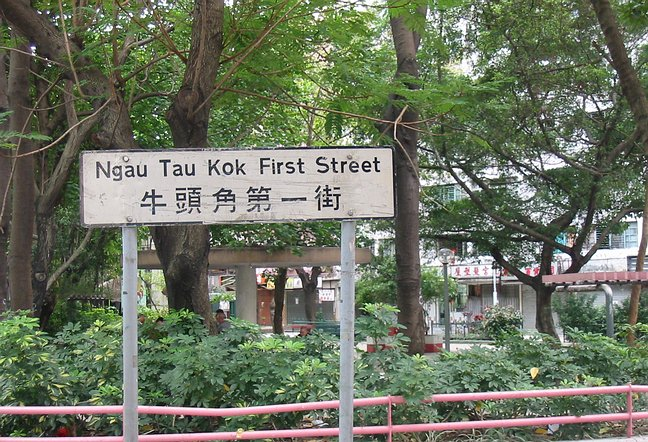
牛頭角第一街路牌
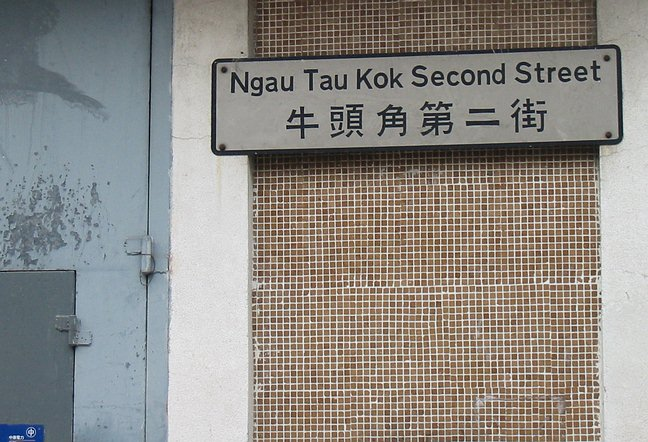
牛頭角第二街路牌
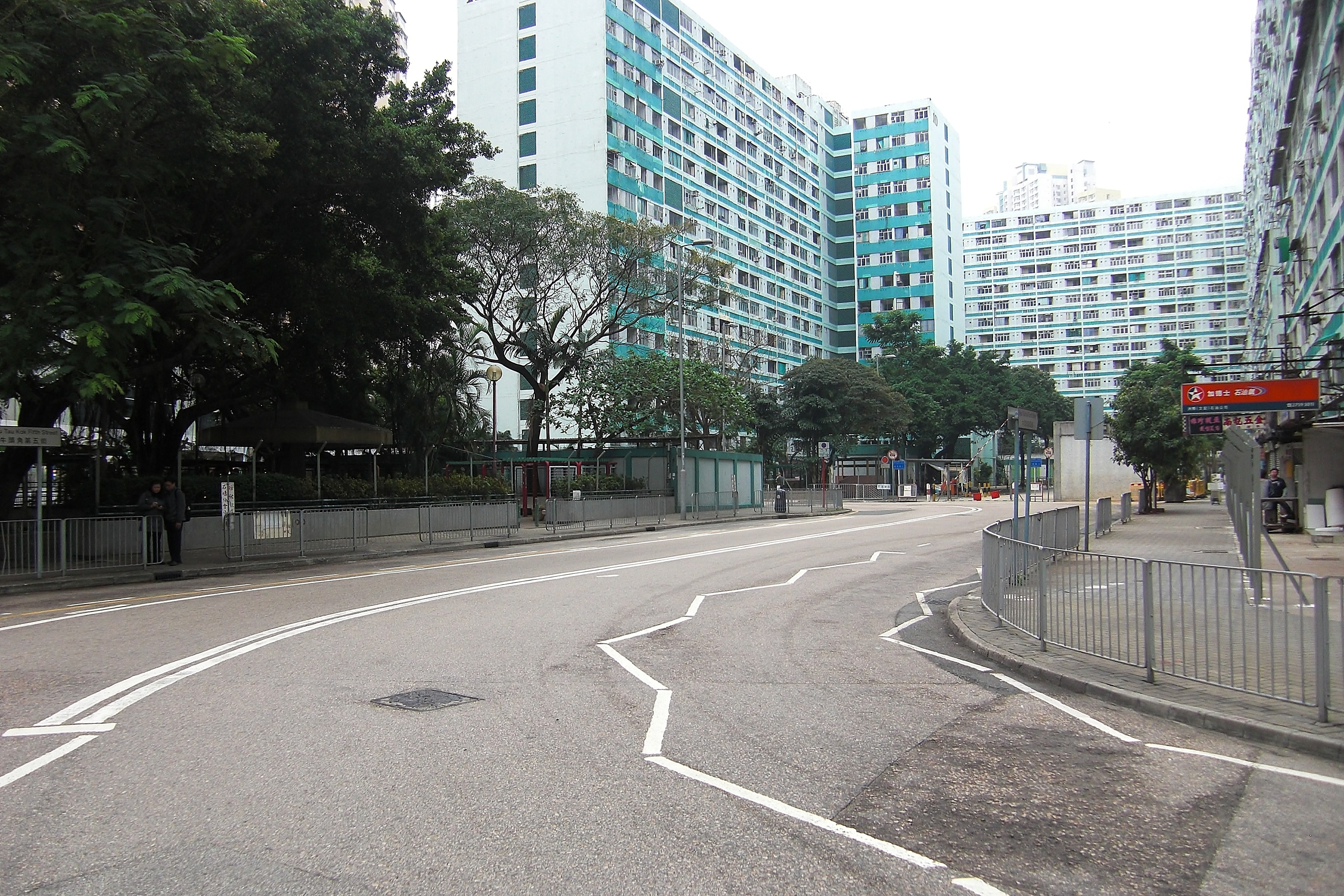
牛頭角第四街一景
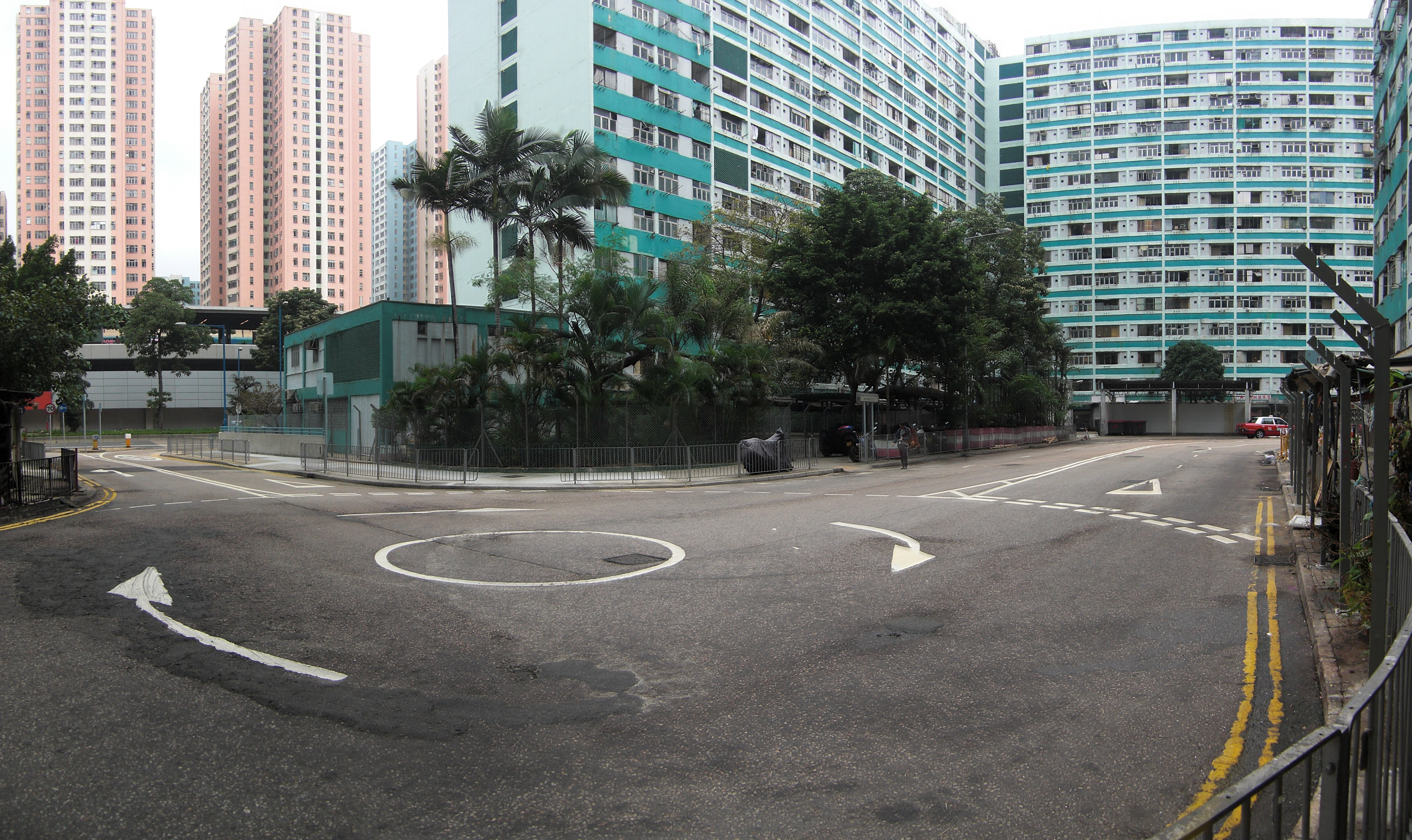
牛頭角第五街與觀塘道交界一景
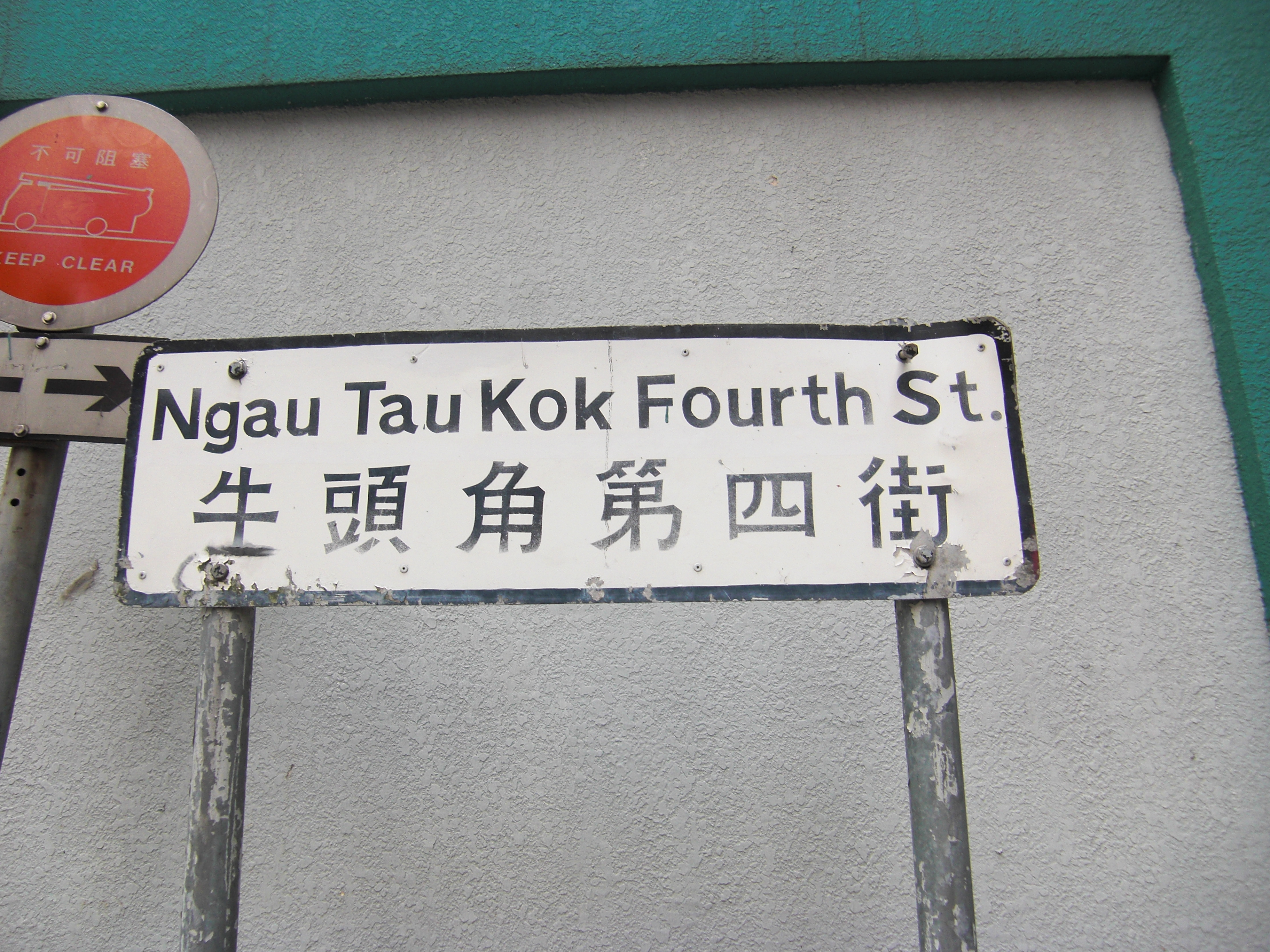
豎立於牛頭角第四街盡頭的第四街舊式路牌
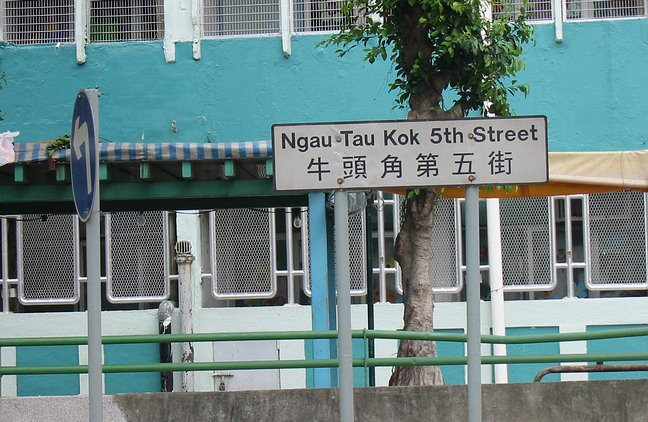
牛頭角第五街舊式路牌，可見其繙譯錯誤
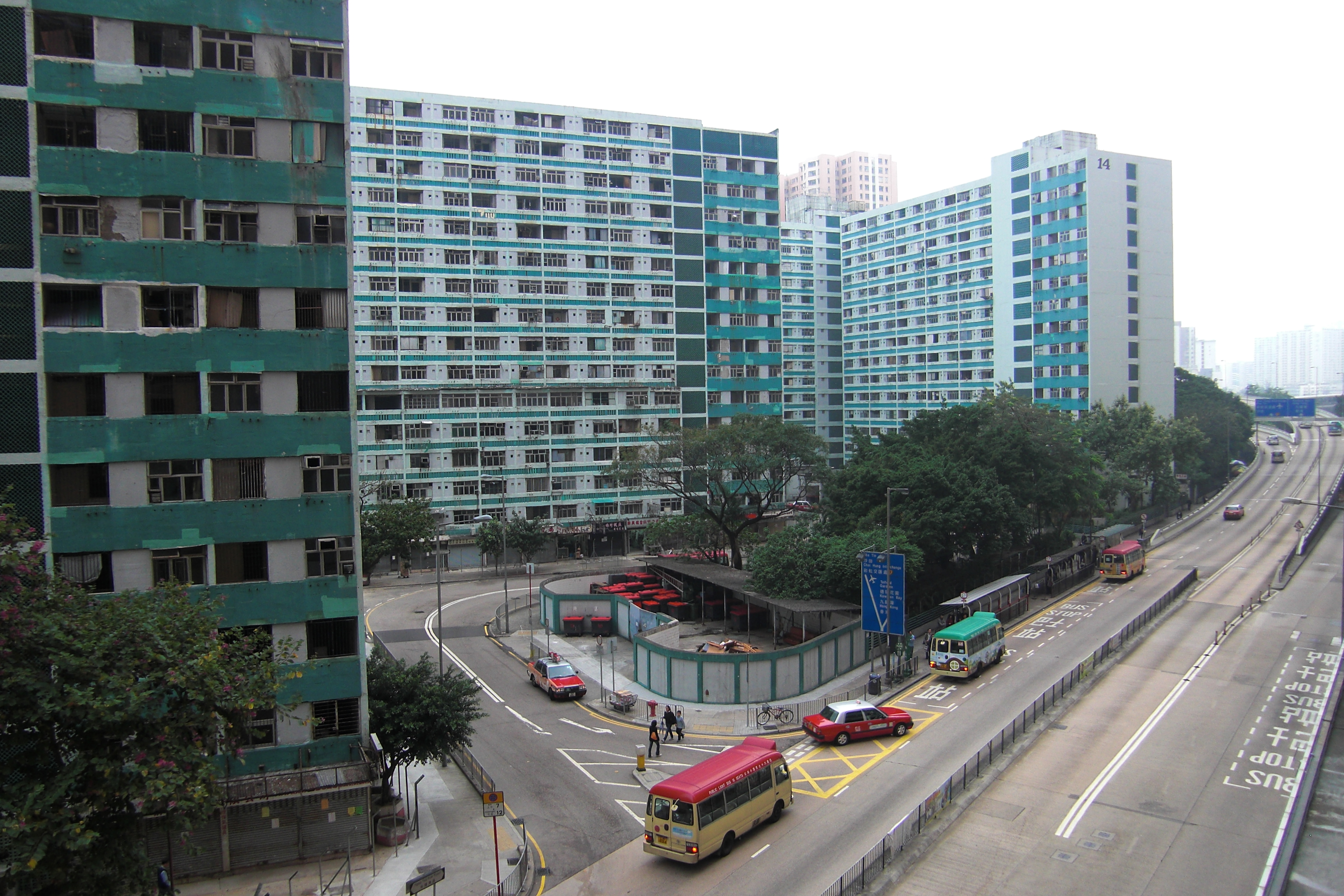
牛頭角第四街牛頭角道入口
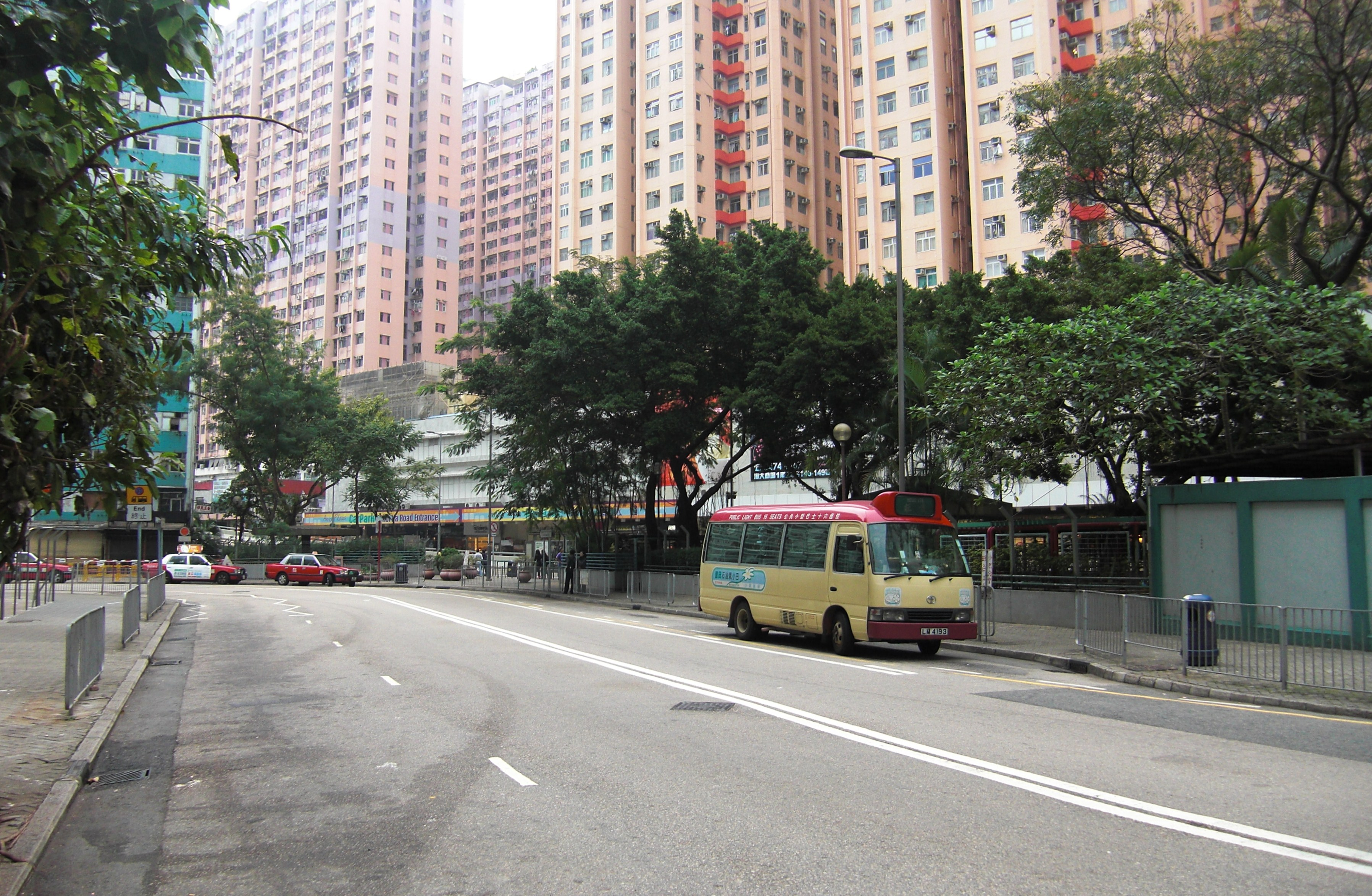
位於牛頭角第四街起點的公共小巴站
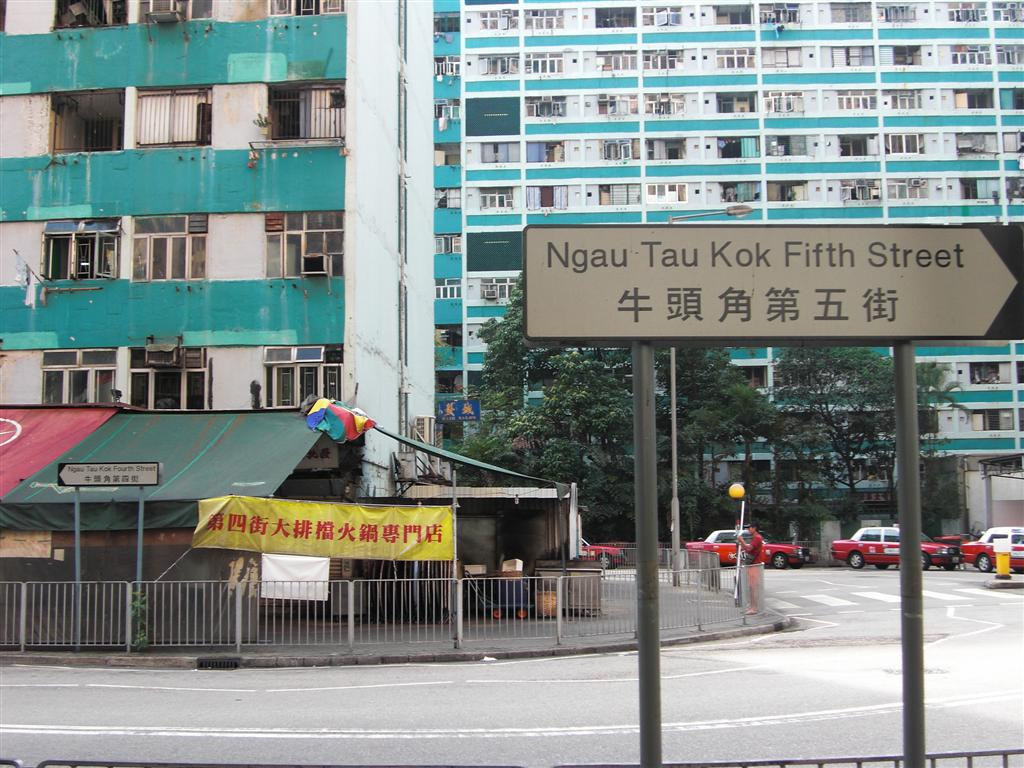
牛頭角第四街及牛頭角第五街起點
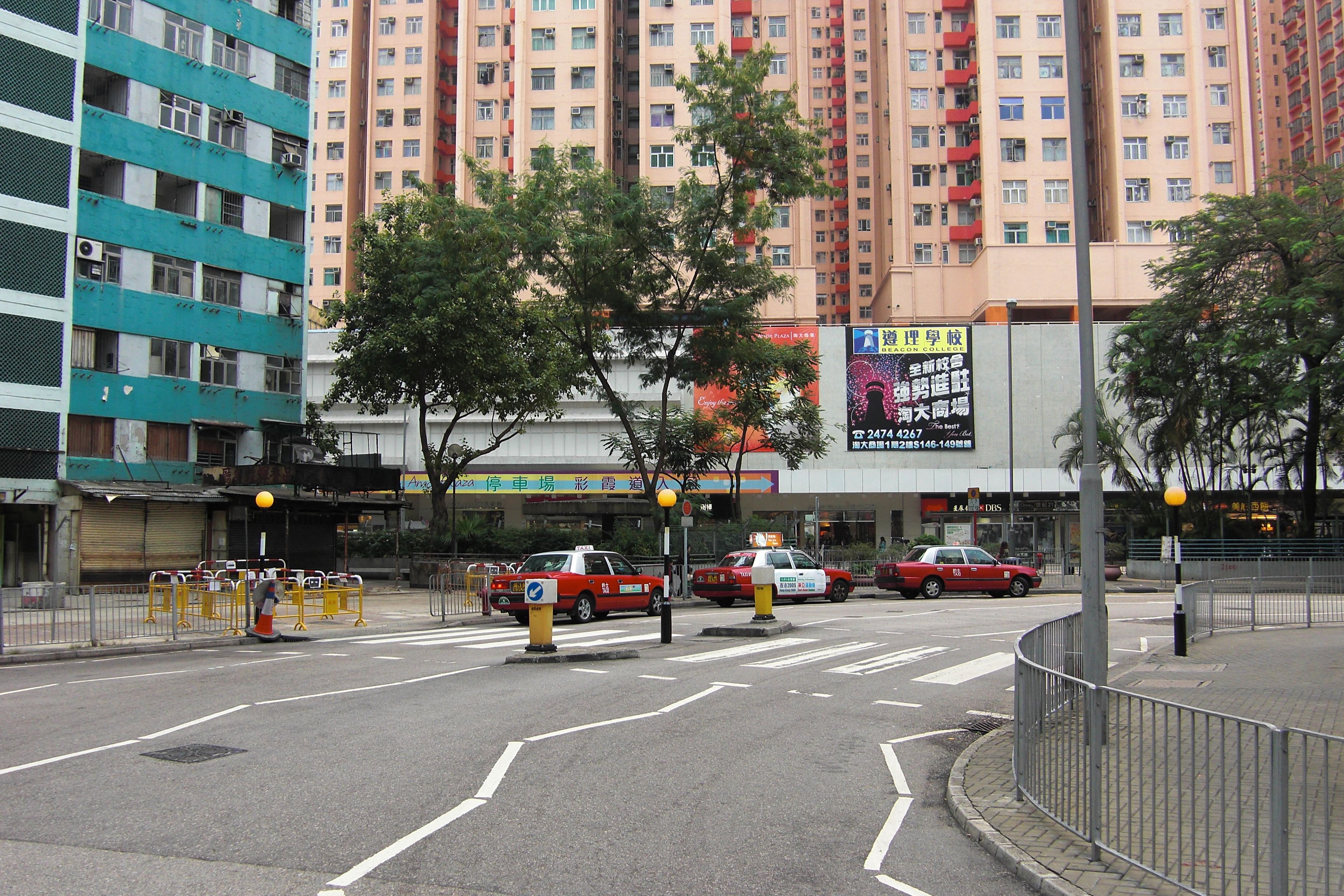
位於牛頭角第五街起點的舊式斑馬綫
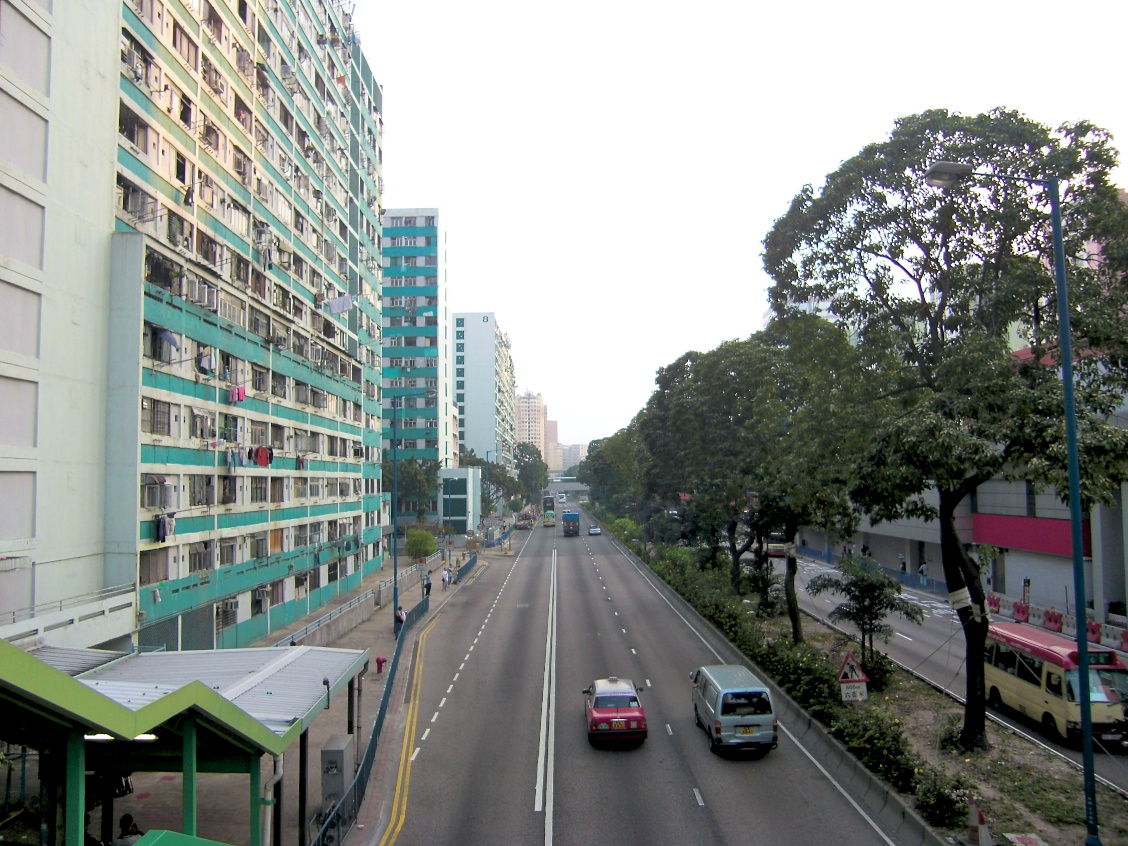
觀塘道內進入牛頭角第五街的減速行車綫
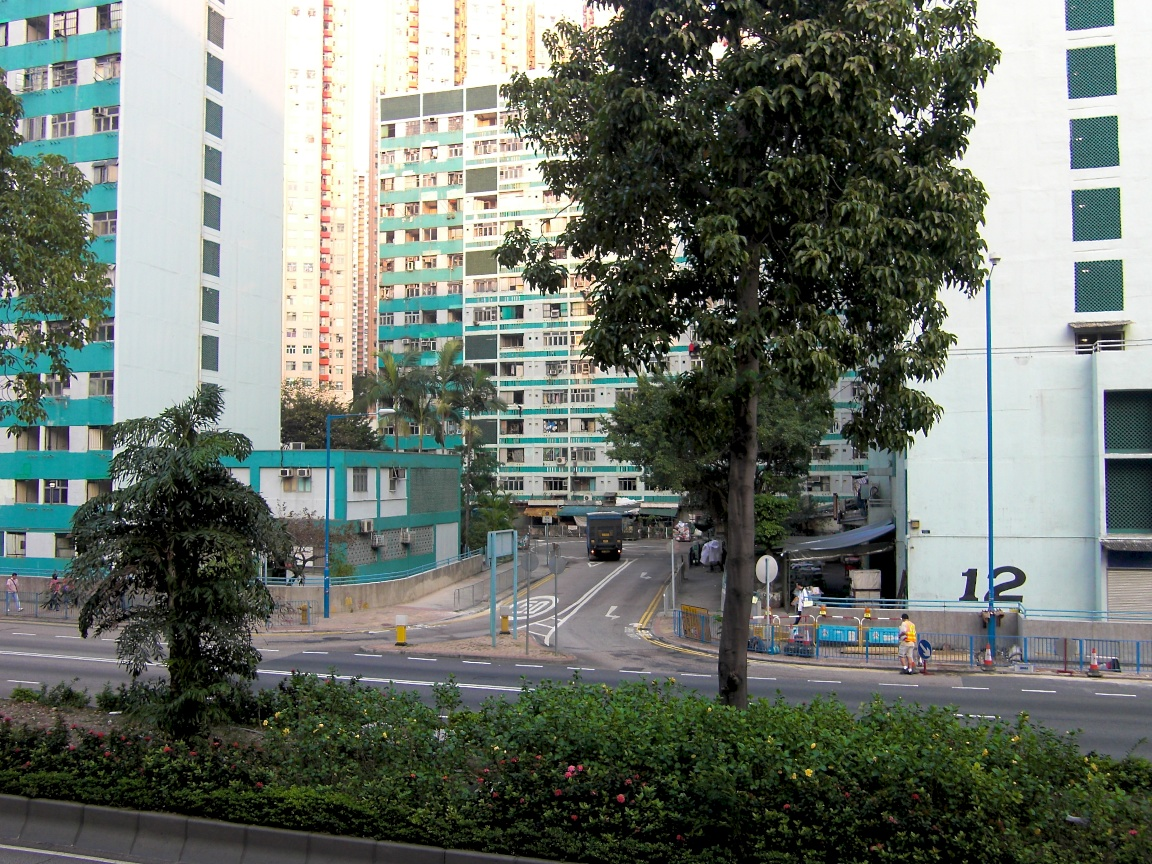
牛頭角第五街觀塘道入口
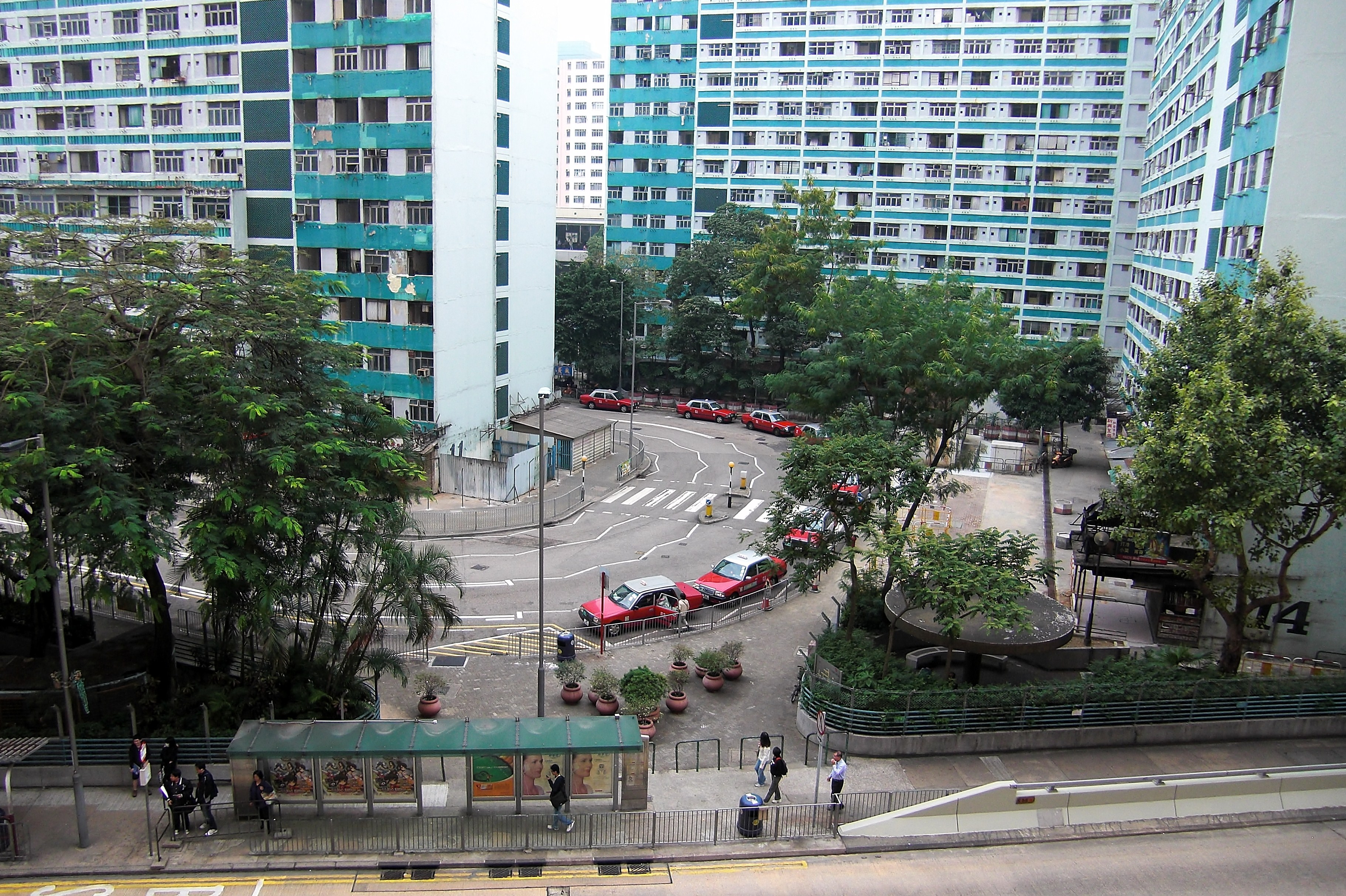
牛頭角第四街與第五街交界一景，下方的行人通道為昔日第五街與牛頭角道交界的所在地

牛頭角下邨清拆前（2008年）

牛頭角下邨清拆後（2012年）

## 相關
- 牛頭角
- 牛頭角下邨
- 牛頭角道
- 觀塘道